# المعهد العالي للتكنولوجيا (بنها)
المعهد العالي للتكنولوجيا هو أحد أقسام جامعة بنها وهو معهد هندسي أنشئ في عام 1988 م.
يمنح المعهد شهادة البكالوريوس في الهندسة والتكنولوجيا ويتم قيد خريجيه بنقابة المهندسين المصرية. كما أن شهادته معترف بها في عدد من الجامعات الأوروبية ويمكن للخريج استكمال الدراسات العليا بها بدون الحاجة لشهادة معادله. تم ضم المعهد لجامعة بنها بالقرار الجمهوري رقم 83 بتاريخ 7/3/2006. تخرجت أول دفعة من المعهد عام 1993 وكانت في تخصصي الهندسة الميكانيكية والكهربائية. أول دفعة في الهندسة المدنية كانت في عام 1994.

## نظام الدراسة بالمعهد
مدة الدراسة لنيل درجة البكالوريوس في الهندسة والتكنولوجيا خمس سنوات مقسمة على مرحلتين، المرحلة الأولى مدتها 3 سنوات دراسية والمرحلة الثانية مدتها عامان دراسيان.
المرحلة الأولى: مدة الدراسة بها ثلاث سنوات تقسم كل سنة منها إلى فصلين دراسيين تبدأ بسنة أولى عامة لجميع الطلاب ويكون التخصص بعد السنة الأولى طبقاً لما هو وارد في جدول المقررات الدراسية المبينة في اللائحة الداخلية للمعهد(الجدول من رقم (1) حتى رقم (9)). ( مع العلم انه تم إلغاء هذه المرحلة بعد ضمه لجامعة بنها )
المرحلة الثانية: ومدة الدراسة بها (عامان دراسيان) بعد اجتياز المرحلة الأولى والدراسة في هذه المرحلة بنظام الساعات المعتمدة موزعة على أربع فصول دراسية على الأقل وبواقع 86 ساعة معتمدة وفقاً للجداول المبينة في اللائحة الداخلية للمعهد، تعادل الساعة المعتمدة ساعة محاضرات واحدة أو ساعتي تمارين أو تمارين تطبيقية أو أكثر بحسب ما يقرره مجلس المعهد لكل مقرر.

## وصلات خارجية
- (بالإنجليزية) الموقع الرسمي للمعهد
- (بالعربية) الموقع الإخباري للمعهد